# 粛宗 (高麗王)
粛宗（しゅくそう、1054年9月2日 - 1105年11月10日）は第15代高麗王（在位：1095年 - 1105年）。姓は王、諱は顒、初名は熙、諡号は文恵康正明孝大王。

## 甥から得た王位
粛宗は1054年文宗と仁睿太后李氏（李子淵の長女）の三男に生まれた。第12代順宗と第13代宣宗の弟。1095年に実権を握り、幼弱な甥である献宗に代わって王になった。

## 治世
正当な王位継承ではなかったが、粛宗は強力な王権によって高麗を安定させた。1101年には南京（現在のソウル）を新しく建設するために南京開創都監を設け、権力をさらに拡大しようとした。また貨幤政策として、入宋僧で実弟の義天の進言を容れ鋳銭都監を設置し、1102年に海東通宝、三韓通宝、海東重宝を鋳造した。
粛宗の時は東アジアの情勢が急変し、北方で成長する女真族が高麗と国境を接するようになって、戦争の繰り返しを避けることができなくなった。
粛宗は軍隊養成に力を注いだが、1105年に西京（現在の平壌）にある東明聖王（高句麗の初代王）の墓地を参拝して開京に戻る途中、車の中で死んだ。粛宗の墓は開京（現在の開城）にある英陵である。

## 家族

### 后妃
- 明懿王后柳氏

### 子女
- 睿宗
- 上党侯 王佖
- 円明国師
- 帯方公 王俌
- 大原公 王侾
- 斉安公 王偦
- 通義侯 王僑
- 大寧宮主
- 興寿宮主
- 安寿宮主
- 福寧宮主